# Naples (Texas)
Pour les articles homonymes, voir Naples (homonymie).
La ville de Naples est située dans le comté de Morris, dans l'État du Texas, aux États-Unis. Sa population s’élevait à 1 378 habitants lors du recensement de 2010, estimée à 1 348 habitants en 2018.